# Saint-Maxire
Saint-Maxire – miejscowość i gmina we Francji, w regionie Nowa Akwitania, w departamencie Deux-Sèvres.
Według danych na rok 1990 gminę zamieszkiwało 1057 osób, a gęstość zaludnienia wynosiła 73 osób/km² (wśród 1467 gmin regionu Poitou-Charentes Saint-Maxire plasuje się na 285. miejscu pod względem liczby ludności, natomiast pod względem powierzchni na miejscu 614.).